# Catedral de Sant Basili
La catedral de la Intercessió de la Mare de Déu al Turó (en rus Собо́р Покро́ва Пресвято́й Богоро́дицы, что на Рву, Sobor Pokrova Presviatoi Bogoróditsi, txto na Rvu), més coneguda com la catedral de Sant Basili o catedral de Basili el Benaurat (Собо́р (храм) Васи́лия Блаже́нного, Sobor (khram) Vassília Blajénnogo), és una catedral situada a la plaça Roja de la ciutat de Moscou (Rússia). És mundialment famosa per les seves característiques cúpules amb forma de bulb.
Fou el tsar Ivan el Terrible qui ordenà la construcció de la catedral per commemorar la conquesta del Kanat de Kazan, i es va realitzar entre 1555 i 1561. El 1588 el tsar Teodor Ioànnovitx va ordenar que s'agregués una nova capella al costat est de l'edifici, bastida sobre la tomba de Basili el Benaurat, sant que va acabar donant nom popularment a la catedral.
Sant Basili es troba a l'extrem sud-est de la plaça Roja, just davant de la torre Spàsskaia del Kremlin i de l'església de Sant Joan Baptista a Diàkovo.
En un jardí davant de l'església rau una estàtua de bronze, erigida en honor de Dmitri Pojarski i Kuzmà Minin, que van reunir voluntaris per a l'exèrcit que va lluitar contra els invasors polonesos durant el període conegut com a Període Tumultuós.
El concepte inicial era construir un grup de capelles, cadascuna dedicada al sant corresponent a cada dia en què el tsar va guanyar una batalla, però la construcció d'una torre central va unificar aquests espais en una sola catedral. La llegenda diu que el tsar Ivan va deixar cec l'arquitecte Póstnik Iàkovlev per evitar que projectés una construcció que pogués superar la catedral de Sant Basili, encara que sembla que només es tracta d'una faula, ja que Iàkovlev va participar uns anys més tard en la construcció del Kremlin de Kazan.
La catedral de Sant Basili no s'ha de confondre amb el Kremlin de Moscou, que està situat al costat d'aquesta a la plaça Roja i, per tant, no en forma part. Tot i així, molts mitjans de comunicació confonen ambdues construccions erròniament.

## Nom
El nom Església de la Intercessió va entrar en ús més tard, coexistint amb l'Església de la Trinitat. Des de finals del segle XVI fins a finals del segle XVII, la catedral també es va anomenar popularment Jerusalem, amb referència a la seva església d'Entrada a Jerusalem, així com al seu paper sacre en els rituals religiosos. Finalment, el nom de Vassili (Bassili) el Sant, que va morir durant la construcció i va ser enterrat al lloc, es va adjuntar a l'església a principis del segle XVII.
La tradició russa actual accepta dos noms coexistents de l'església: l'oficial Església d'Intercessió al Fossat (en la seva totalitat, Església d'Intercessió de la Santíssima Theotokos al Fossat), i el Temple de Basili el Santíssim. Quan aquests noms s'enumeren junts aquest darrer nom, en ser informal, sempre s'esmenta en segon lloc.
Les traduccions occidentals comunes Catedral de Basili el Santíssim i Catedral de Sant Basili atorguen incorrectament l'estatus de catedral a l'església de Basili, però, tanmateix, s'utilitzen àmpliament fins i tot en la literatura acadèmica. Les traduccions occidentals comunes Catedral de Basili el Santíssim i Catedral de Sant Basili atorguen incorrectament l'estatus de catedral a l'església de Basili, però, tanmateix, s'utilitzen àmpliament fins i tot en la literatura acadèmica. Especialment durant el segle XIX, en anglès i altres idiomes, la catedral de Sant Basili també s'anomenava (catedral o església de) Vassili Blagennoi.

## Història

### Supòsits constructius
La construcció de la catedral es va estendre entre 1555 i 1561, durant el regnat d'Ivan IV, anomenat Ivan el Terrible, en record de la presa de Kazan i la victòria sobre els tàtars del Kanat de Kazan. Existeixen diverses hipòtesis sobre qui va ser l'arquitecte. La versió més comuna atribueix l'obra a l'arquitecte Póstnik Iàkovlev de Pskov, sobrenomenat Barma. Una altra hipòtesi àmpliament difosa és que Póstnik i Barma són dos arquitectes separats que van treballar junts. Però, segons el Journal of Soviet Architecture, aquesta hipòtesi està actualment obsoleta. Finalment, és possible que l'arquitecte de la catedral sigui un occidental el nom del qual s'ha perdut (potser italià, ja que els italians van construir un gran nombre d'edificis al Kremlin), cosa que explicaria l'estil únic que combina tradicions de les obres arquitectòniques renaixentistes russes i europees. Però aquesta versió no està confirmada per cap font documental precisa.
Segons la llegenda, davant d'aquesta bellesa, el Tsar va ordenar que els ulls dels arquitectes Barma i Póstnik fossin arrancats, de manera que no poguessin reproduir aquest edifici. Tanmateix, si Póstnik va ser un dels autors de la catedral, probablement no va quedar cec ja que va participar en les obres del Kremlin de Kazan uns anys després.

### Reformes

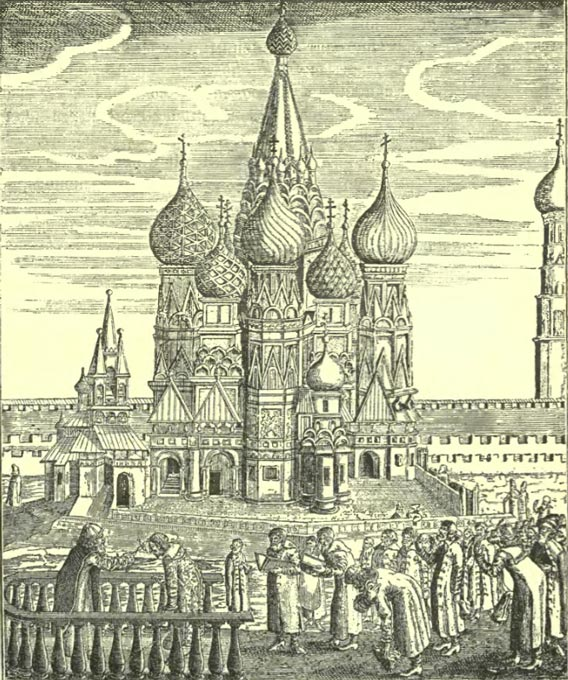
Gravat de la catedral

Com a moltes ciutats d'aleshores, les estructures dels edificis de Moscou eren de fusta. Com a resultat, els incendis van ser freqüents i van danyar la catedral. És per això que des de finals del segle xvi s'han realitzat treballs de renovació. Al llarg de més de quatre segles d'història del monument, s'han executat moltes obres similars que inevitablement van canviar la seva aparença, adaptant-se cada vegada als ideals estètics del moment. Per exemple, va ser el 1583, arran d'un incendi, que les cúpules van ser substituïdes per les cúpules bulboses que coneixem actualment. Tanmateix, no es van pintar de diversos colors fins al 1670.
El 1737 es va esmentar per primera vegada el nom de l'arquitecte Ivan Michurin als documents de la catedral. Aquest va dirigir els treballs de renovació de l'arquitectura i els interiors de la catedral després del foc de la Trinitat (Troïtski) que es va produir el 1737.
Les següents grans obres de reparació es van dur a terme a la catedral entre el 1784 i el 1786 sota la direcció de l'arquitecte Ivan Iàkovlev i ordenades per Caterina II.
Entre 1900 i 1912, l'arquitecte Serguei Soloviov va fer la restauració de l'edifici.
A la dècada de 1920, els treballs de restauració i renovació van ser dirigits pels arquitectes Nicolaï Koudrioukov i A. Jeliaboujski.

## Arquitectura

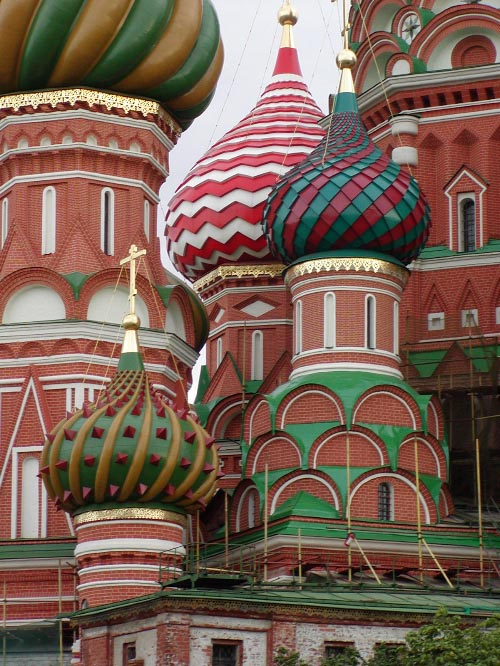
Vista en primer pla de la catedral de Sant Basili

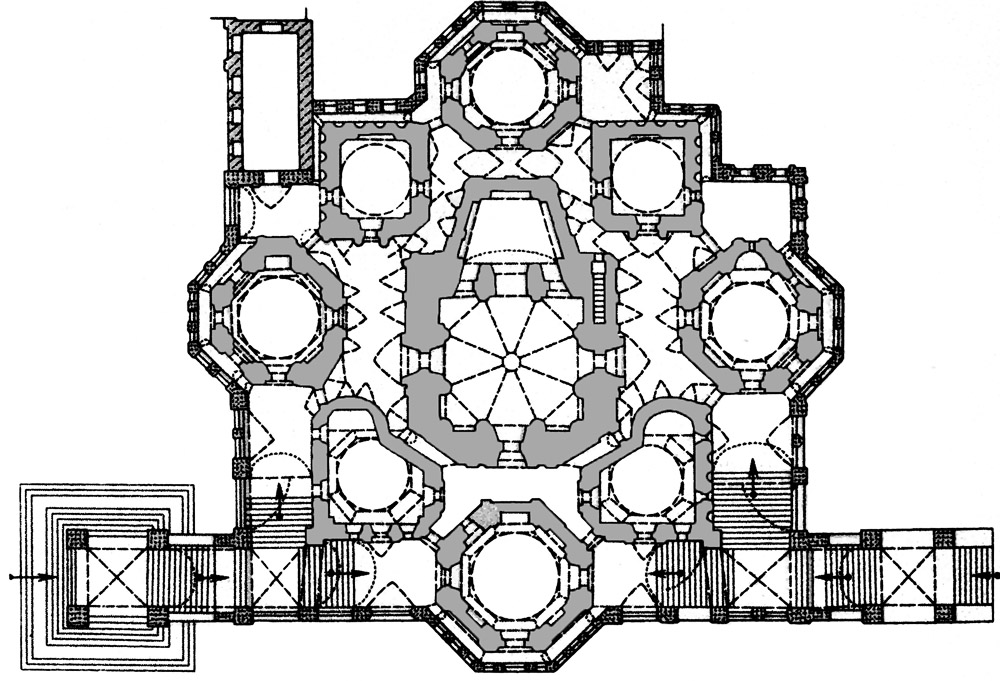
Plànol interior de la catedral, amb les diverses esglésies i capelles

El punt més alt de l'edifici fa 65 m. La catedral està adornada amb nou cúpules principals (segons el nombre de capelles) i una altra al campanar, cadascuna de les quals es distingeix per la seva forma neta i viva, els seus ornaments i colors. L'edifici en si està fet principalment de maó vermell, sovint exposat. Originalment l'església era totalment blanca i les seves cúpules daurades, però les obres de reconstrucció als segles xvi i xvii han canviat completament i han embellit el seu aspecte.
La catedral està orientada en angle recte a l'eix de la plaça Roja, cosa que li dona un aspecte asimètric i fins i tot caòtic a les fotos. Vist des de l'oest, però, notem la simetria de la construcció, que també es troba a l'interior. L'església principal, de forma quadrada, està coronada per un octàgon que s'enfila cap amunt i coronat per una cúpula daurada. Quatre torres octogonals mitjanes envolten l'església principal en direcció als quatre punts cardinals. Les quatre petites torres són quadrades i intercalades entre les torres mitjanes, donant a l'edifici la forma d'una estrella de vuit puntes.
La catedral es compon en realitat de vuit esglésies separades, cadascuna adornada amb una torre. Les vuit capelles annexes simbolitzen vuit batalles durant la presa del Kanat de Kazan. Per tant, cadascuna de les capelles honra el dia sant o el sant rus que representa el dia d'aquestes victòries:
- Pentecosta;
- en honor de Sant Nicolau de Myra;
- Diumenge de Rams;
- en honor de santa Natàlia (en rus: Святая Наталия);
- Joan l'Almoiner;
- Alexandre Svirski (en rus: Александр Свирский);
- sant Varlaam de Khoutyne;
- sant Gregori l'Il·luminador.

Cadascuna d'aquestes vuit capelles (quatre axials i quatre més petites entre cadascun dels eixos) està coronada amb una cúpula bulbosa, que envolta una novena, més gran, que les sobresurt. Aquesta última adorna l'església central, erigida en elogi de la Intercessió de la Mare de Déu. Les nou esglésies estan unides pels fonaments, la galeria lateral (abans no coberta), així com pels passatges interiors amb volta.
El 1588, al nord-est de la catedral, es va construir una desena capella, consagrada en honor de Basili el Beat (1469 - 1552), que va donar a la catedral el segon nom. Al costat d'aquesta capella hi ha una altra que homenatja la Nativitat de Maria, en la qual es va enterrar, el 1589, sant Joan de Moscou (en rus: Иоанн Московский), (inicialment, la capella va ser consagrada en honor de la festa russa de la Deposició de la seva túnica a les Blanquernes, però es va dedicar de nou el 1680). Va ser a la dècada de 1670 quan es va construir el campanar rematat amb un sostre amb forma de piràmide.
La catedral ha estat restaurada moltes vegades. Al segle xvii es va dur a terme un treball monumental sobre la decoració de la catedral. Tot i que l'església era totalment blanca i les seves cúpules daurades, comença l'enginyós desenvolupament de la decoració multicolor de les bombetes, així com la pintura ornamental interior i exterior. A més, es van afegir annexos asimètrics i tendes de campanya al terrat dels graons laterals.
L'arxipreste Ivan Vostorgov, últim degà de la catedral (abans de la Revolució d'Octubre de 1917), va ser afusellat el 23 d'agost de 1919. L'església va ser posada a disposició de les comunitats renovacionistes.

## Rol sacre i social

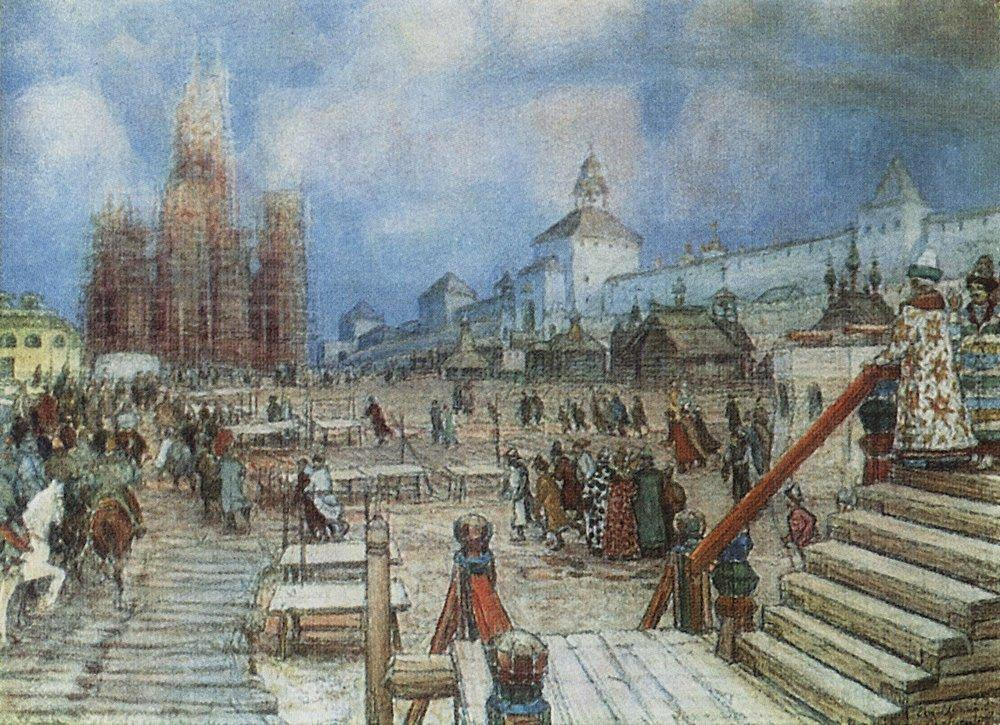
Catedral de la Trinitat en construcció (Apol·linari Vasnetsov, 1902)

### Troballa miraculosa
El dia de la seva consagració, l'església mateixa va passar a formar part de la taumatúrgia ortodoxa. Segons la llegenda, la seva novena església desapareguda (més precisament un santuari) va ser trobada miraculosament durant una cerimònia a la qual van assistir el tsar Ivan IV, el metropolità Makari amb la intervenció divina de Sant Tikhon. El cronista de Piskariov va escriure al segon quart del segle xvii:
| «                                                                | I el tsar va venir a la dedicació de la dita església amb Tsaritsa Nastasia i amb el metropolità Makari i va portar la icona de Sant Nicolau el Taumaturg que provenia de Vyatka. I van començar a oferir un servei d'oració amb aigua santificada. I el tsar va tocar la base amb les seves pròpies mans.I els constructors van veure que havia aparegut un altre santuari i ho van informar al tsar. I el tsar, el metropolità i tot el clergat es van sorprendre en trobar un altre santuari. I el tsar va ordenar que fos dedicat a Nicolau | » |
| — Crònica de Piskariov, 1560 (7068 segons el calendari bizantí). | |   |

### Al·legoria de Jerusalem

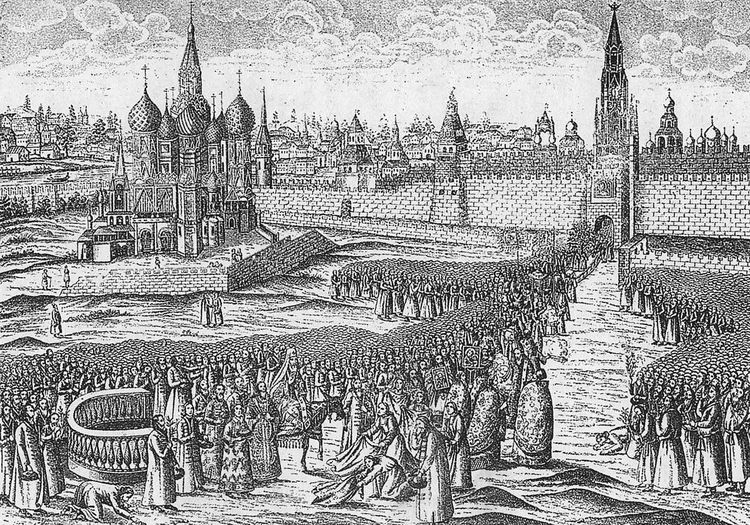
Processó del Diumenge de Rams (impressió holandesa,).

La construcció d'arcades envoltants a la planta baixa a la dècada de 1680 va unir visualment les nou esglésies de la catedral original en un sol edifici. Anteriorment, el clergat i el públic ho percebien com nou esglésies diferents sobre una base comuna, una al·legoria generalitzada de la Ciutat Celestial Ortodoxa similar a les ciutats fantàstiques de les miniatures medievals. A distància, les esglésies separades que s'alçaven sobre la seva base semblaven les torres i esglésies d'una ciutadella distant que s'aixecava per sobre de la muralla defensiva. L'al·legoria abstracta es va veure reforçada per rituals religiosos de la vida real on l'església interpretava el paper del Temple bíblic de Jerusalem:
| «                                                           | La capital, Moscou, està dividida en tres parts; la primera d'elles, anomenada Kitai-gorod, està envoltada d'una muralla sòlida i gruixuda. Conté una església extraordinàriament bella, tota revestida de gemmes brillants i brillants, anomenada Jerusalem. És la destinació d'una passejada anual de Diumenge de Rams, quan el Gran Príncep ha de conduir un ase que porta el Patriarca, des de l'Església de la Mare de Déu fins a l'església de Jerusalem, que es troba al costat de les muralles de la ciutadella. Aquí és on viuen les famílies principesques, nobles i mercaders més il·lustres. Aquí també hi ha el principal mercat moscovita: la plaça comercial està construïda com un rectangle de maó, amb vint carrers a cada costat on els comerciants tenen les seves botigues i cellers... | » |
| — Peter Petreius History of the Great Duchy of Moscow, 1620 | |   |

| « | Templum S. Trinitatis, etiam Hierusalem dicitur; ad quo Palmarum fest Patriarcha asino insidens a Caesare introducitur. Temple de la Santíssima Trinitat, també anomenat Jerusalem, on el tsar condueix el Patriarca, assegut sobre un ruc, en la Festa de la Palma.Llegenda del Mapa de Moscou de Pere, 1597, tal com es reprodueix a l'Atles de Bleau | » |

L'última passejada amb rucs (хождение на осляти) va tenir lloc el 1693. Mikhail Petrovich Kudryavtsev va assenyalar que totes les processons creuades del període començaven, tal com ho descriu Petreius, des de l'església de la Dormició, passaven per la Porta de Sant Frol (Salvador) i acabaven a la Catedral de la Trinitat. Per a aquestes processons, el mateix Kremlin es va convertir en un temple a l'aire lliure, correctament orientat des del seu nàrtex (plaça de la Catedral) a l'oest, a través de les portes reials (Porta del Salvador), fins al santuari (Catedral de la Trinitat) a l'est.

### Centre urbà

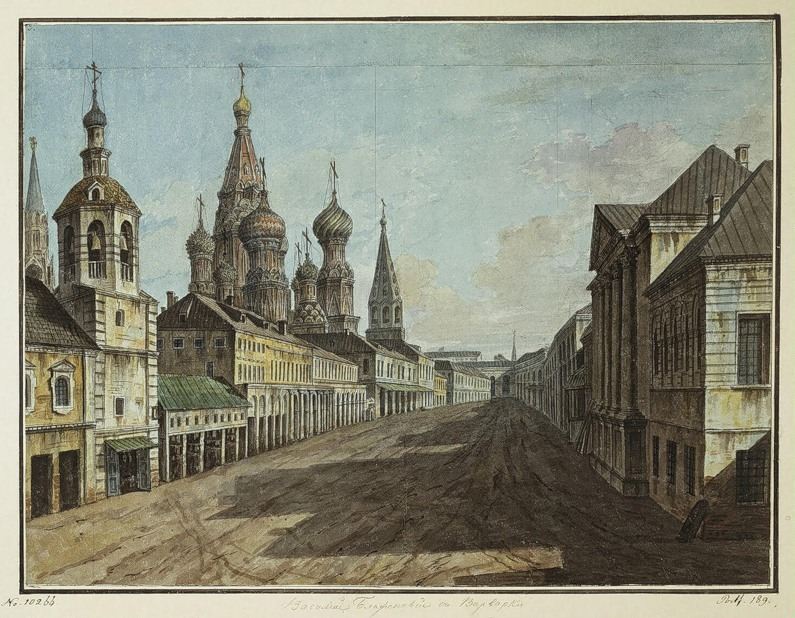
La Catedral de la Intercessió s'alça sobre els carrers de Zaryadye (Fyodor Alekseyev, 1802).

La tradició anomena el Kremlin el centre de Moscou, però el centre geomètric de l’Anell de Jardí, establert inicialment com la muralla defensiva de Skorodom a la dècada de 1590, es troba fora de la muralla del Kremlin, coincidint amb la catedral. Piotr Goldenberg (1902–71), que va popularitzar aquesta noció el 1947, encara considerava el Kremlin com la llavor inicial del sistema radial-concèntric de Moscou, malgrat el suggeriment anterior d’Aleksandr Txaiànov que el sistema no era estrictament concèntric.
A la dècada del 1960, Gennady Mokeev (nascut el 1932) va formular un concepte diferent del creixement històric de Moscou. Segons Mokeev, el Moscou medieval, limitat pels límits naturals dels rius Moskvà i Neglinnaya, va créixer principalment en direcció nord-est fins al possad de Kitai-gorod i més enllà. La carretera principal que connectava el Kremlin amb Kitai-gorod passava per la Porta de Sant Frol (del Salvador) i immediatament després es va dividir en almenys dos carrers radials (els actuals Ilyinka i Varvarka), formant la plaça del mercat central. Al segle XIV, la ciutat estava dividida en gran part en dues meitats equilibrades, el Kremlin i Kitai-gorod, separades per un mercat, però a finals de segle es va estendre més al llarg de l'eix nord-est. Dos centres secundaris a l'oest i al sud van generar les seves pròpies xarxes de carrers, però el seu desenvolupament va anar endarrerit fins al Període Tumultuós.
La decisió del tsar Ivan de construir l'església al costat de la Porta de Sant Frol va establir el domini del centre oriental amb un important accent vertical, i va inserir un punt d'inflexió entre el Kremlin i Kitai-gorod, que eren gairebé iguals, en el mercat, abans amorf. La catedral era l'església principal de la posada, i alhora es percebia com una part del Kremlin incorporat a la posada, un missatger personal del tsar que arribava a les masses sense la mediació dels boiars i el clergat. Es complementava amb el proper Lobnoye mesto, una tribuna per als anuncis públics del tsar esmentada per primera vegada a les cròniques el 1547 i reconstruïda en pedra el 1597–1598. Conrad Bussow, descrivint el triomf del Fals Demetri I, va escriure que el 3 de juny de 1606 uns quants milers d'homes es van reunir a corre-cuita i van seguir el boiarí amb la carta [de l'impostor] per tot Moscou fins a l'església principal que anomenen Jerusalem, que es troba just al costat de les portes del Kremlin, el van cridar a Lobnoye Mesto, van crida/anomena/anomenar els moscovites, van llegir la carta i van escoltar l'explicació oral del boiarí.

## Galeria

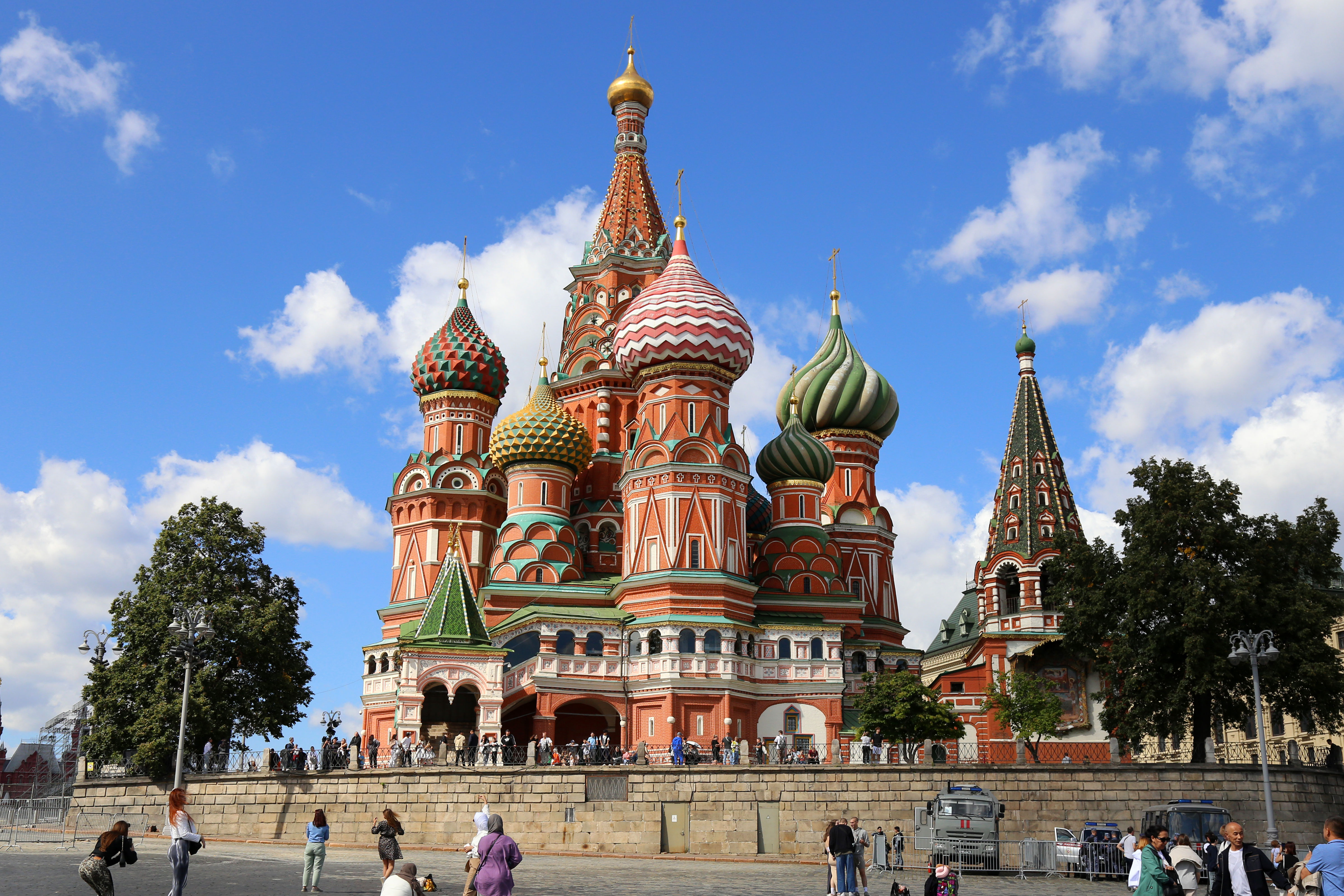
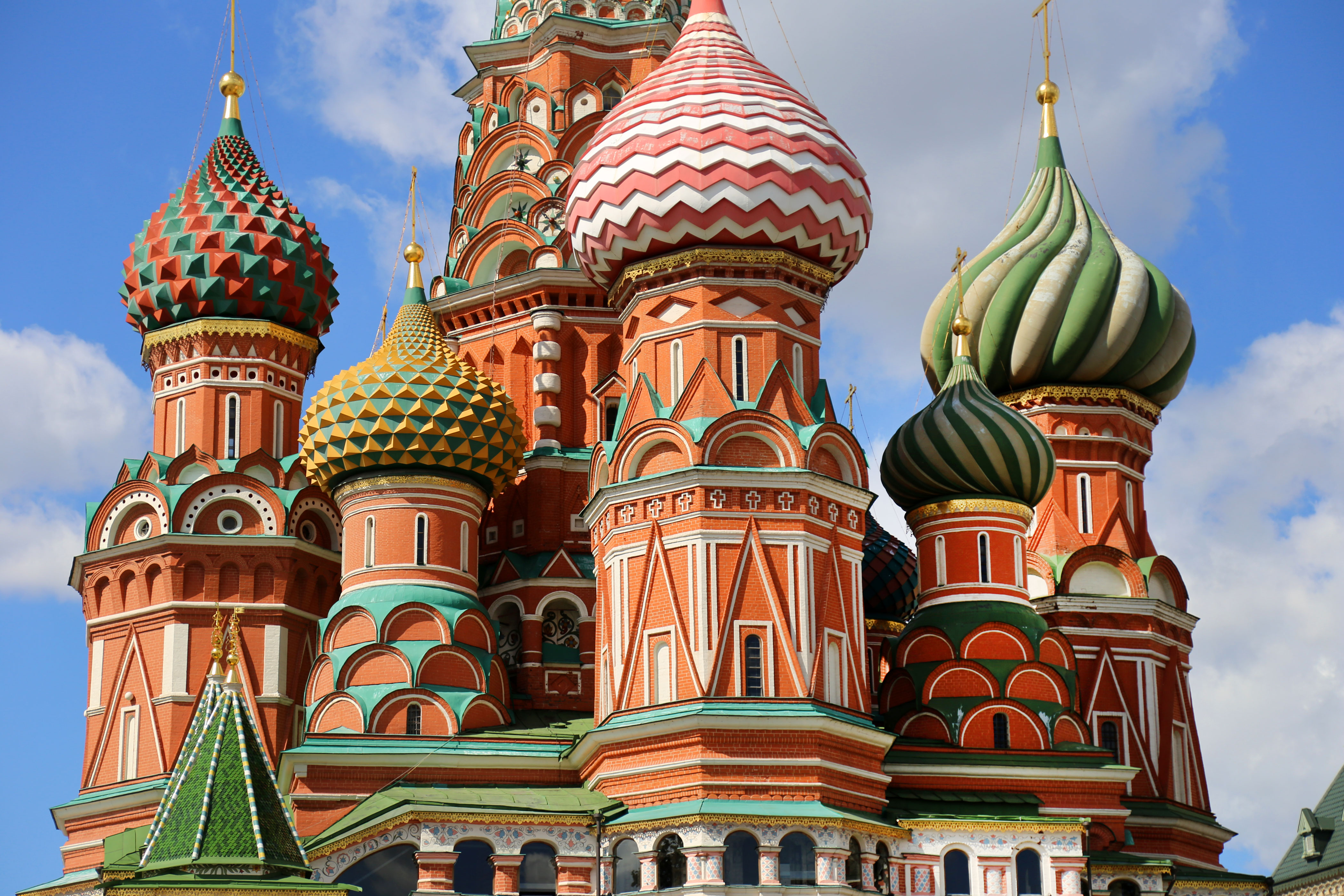
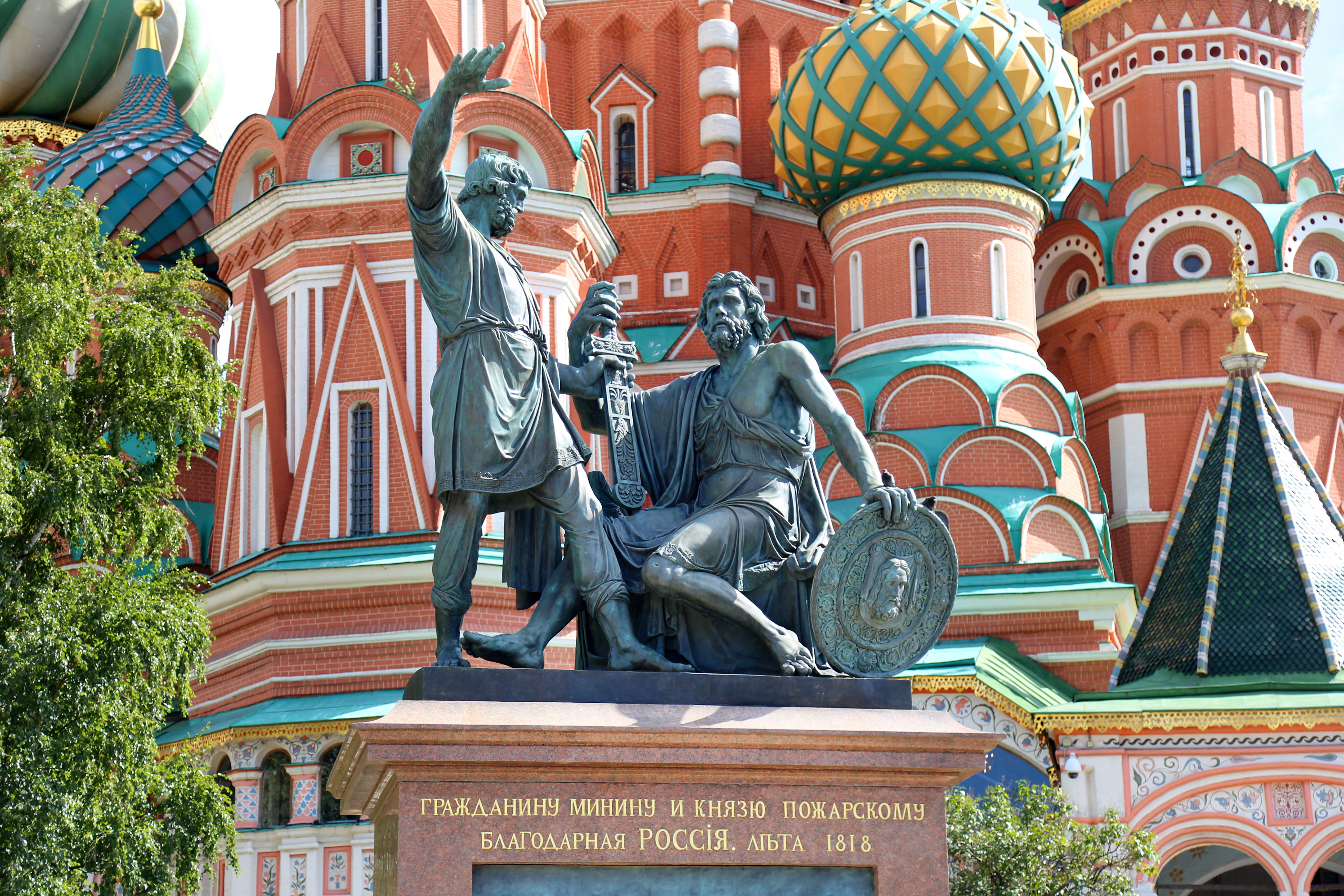
Monument a Minin i Pozharski
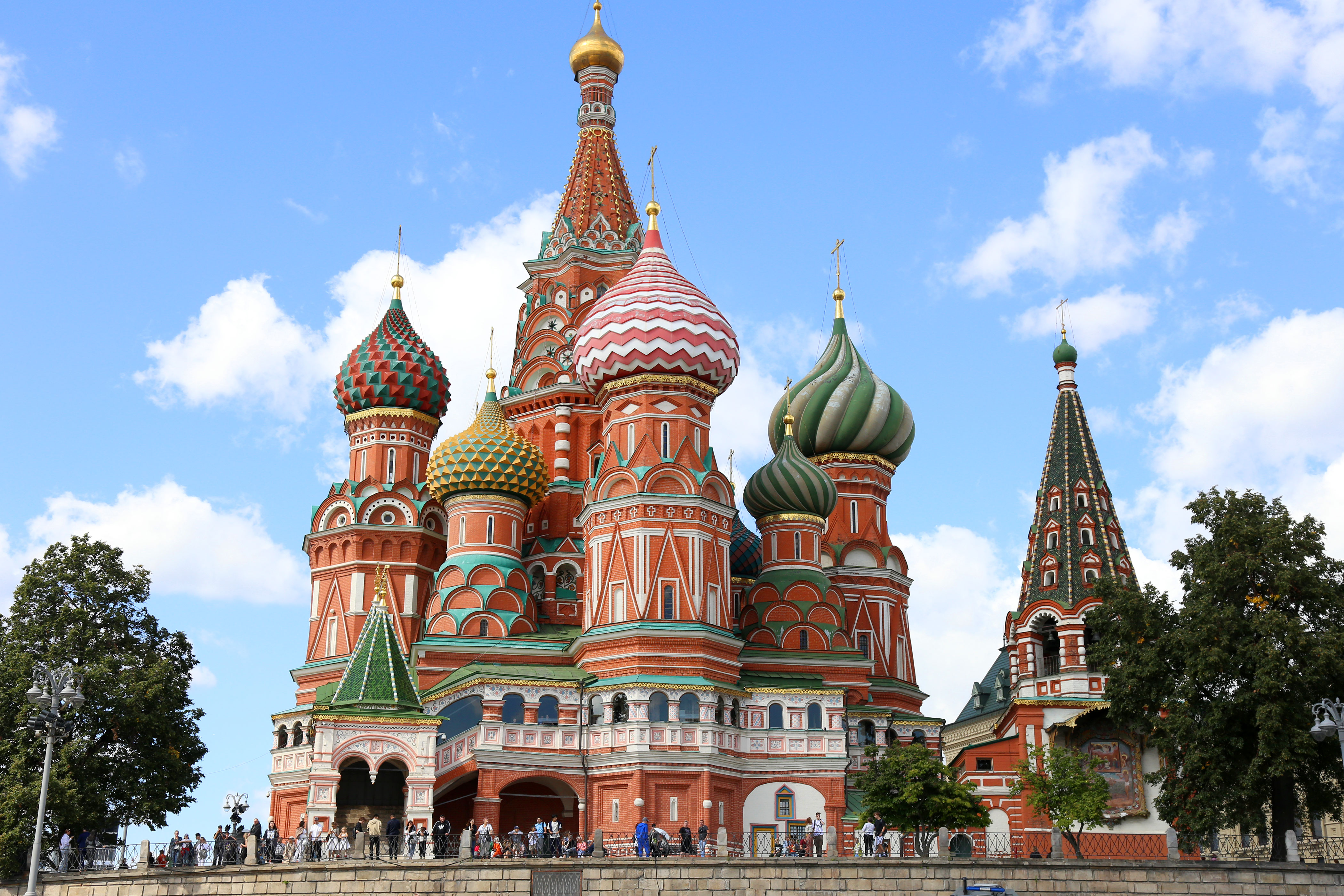
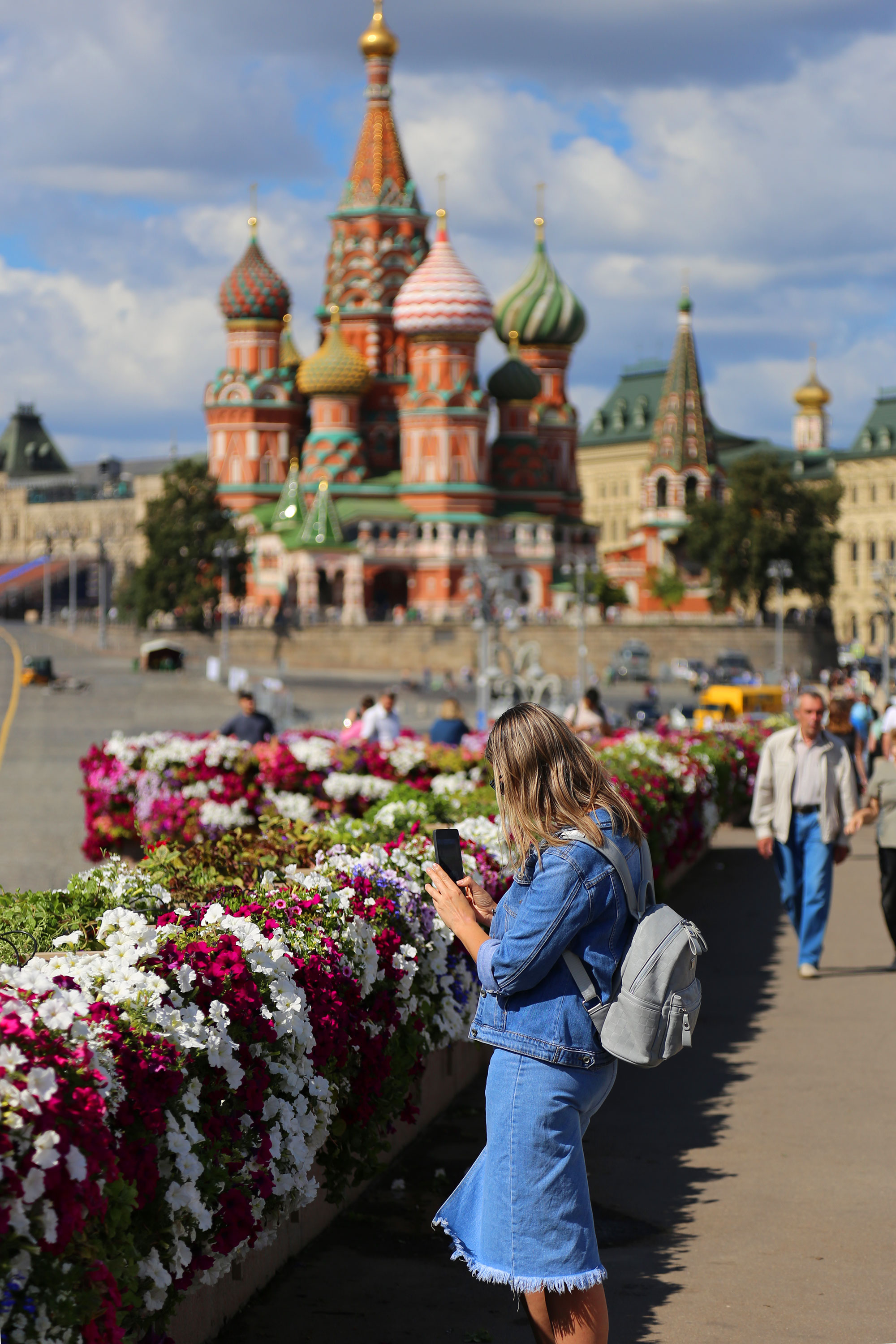
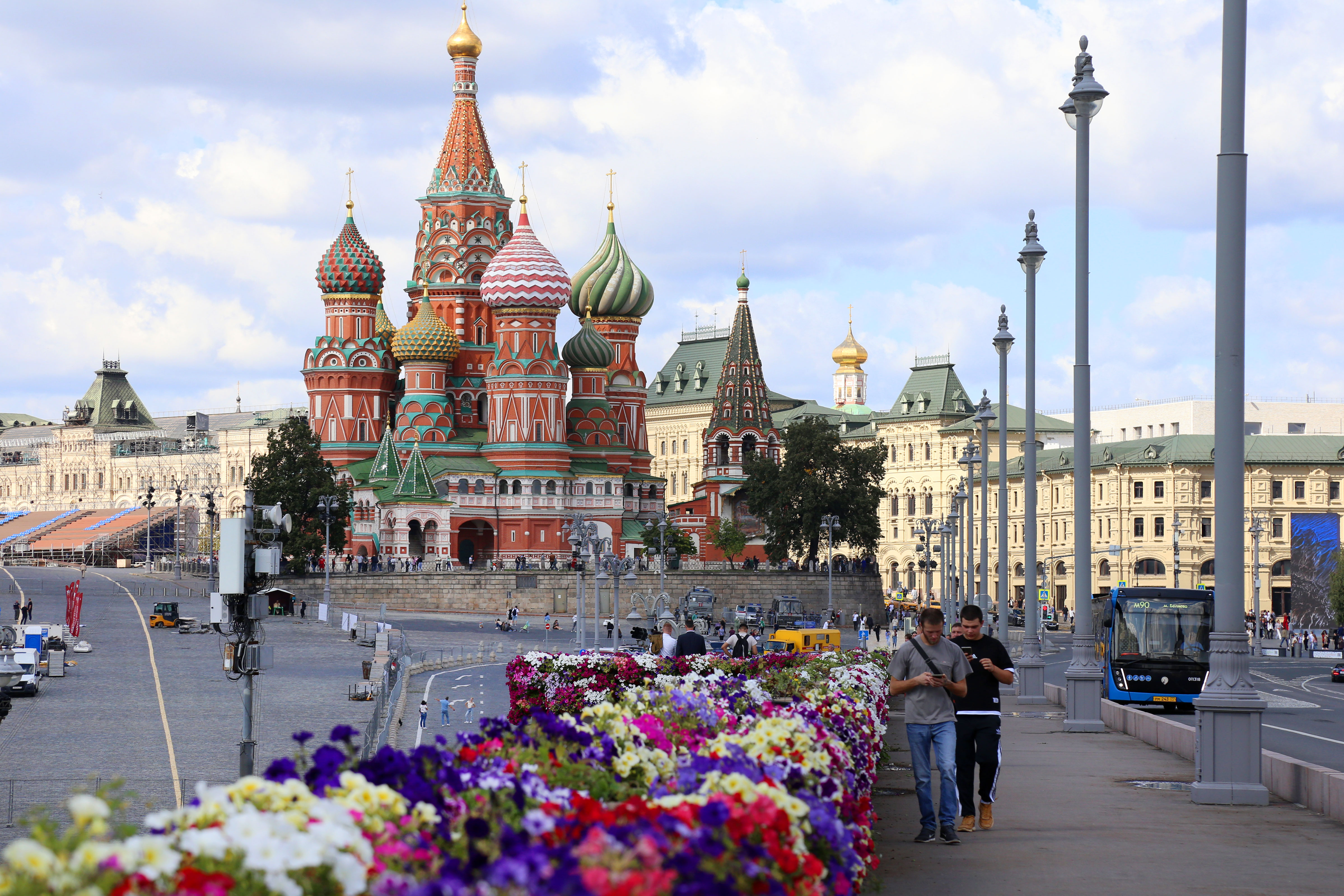
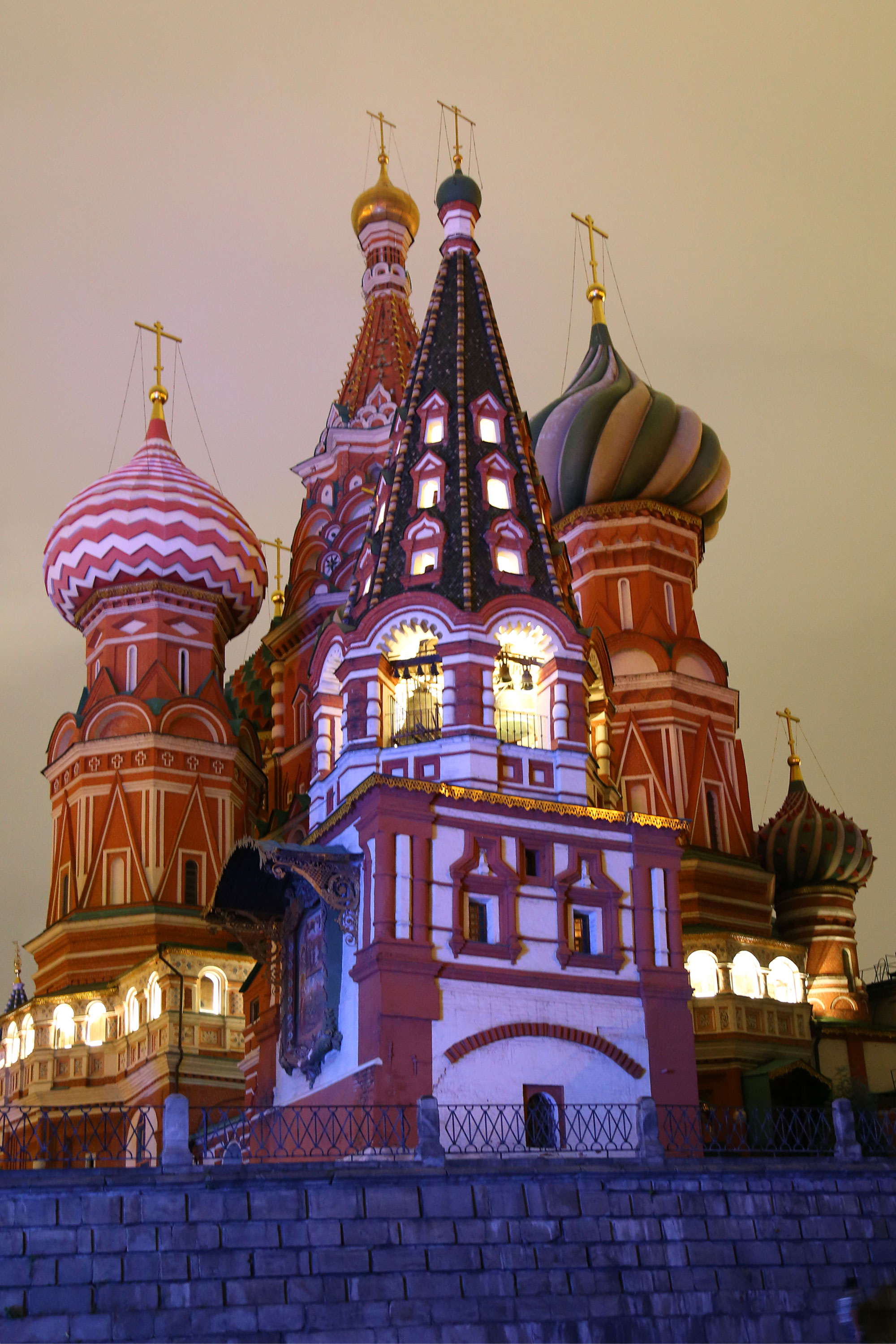